# 明喻
明喻是用在直接比較兩個基本上相同或有關的事物，並用「像」等作為連接詞，為一修辭手法。通常，第一個事物的外形、特性等會和第二個事物相似。

## 结构
明喻的結構主要分為三部份：喻體（tenor），指作者欲描述之主題；喻依（vehicle），指的是用來說明喻體的事物；喻詞，指用來連結喻體和喻依的補助詞。
|                           | 時間，就像海綿裡的水，只要願擠，總還是有的。 |
| ——出自魯迅《華蓋集·雜感》 |                                              |

這句魯迅於《華蓋集·雜感》中的句子便是一個例子。句中，時間被直接地和海綿裡的水作比較，其目的是用「海綿裡的水」的意義來比較「時間」，表達出「只要願擠，總還是有的」的意思。而例中，「時間」是喻體、「海綿裡的水」是喻依，「像」則是喻詞。

## 判斷標準
凡是看到句中存在「如、似、像、猶、彷彿、宛若......」即屬於明喻
例:
|            | 君子之交淡若水，小人之交甘若醴 |
| ——出自莊子 |                                |

|                          | 大自然有時很像戲劇 |
| ——出自陳冠學《田園之秋》 |                    |